# Municipio de Owosso
El municipio de Owosso (en inglés: Owosso Township) es un municipio ubicado en el condado de Shiawassee en el estado estadounidense de Míchigan. En el año 2010 tenía una población de 4821 habitantes y una densidad poblacional de 57,9 personas por km².

## Geografía
El municipio de Owosso se encuentra ubicado en las coordenadas 42°59′57″N 84°14′1″O / 42.99917, -84.23361. Según la Oficina del Censo de los Estados Unidos, el municipio tiene una superficie total de 83.27 km², de la cual 81.86 km² corresponden a tierra firme y (1.7%) 1.41 km² es agua.

## Demografía
Según el censo de 2010, había 4821 personas residiendo en el municipio de Owosso. La densidad de población era de 57,9 hab./km². De los 4821 habitantes, el municipio de Owosso estaba compuesto por el 97.43% blancos, el 0.12% eran afroamericanos, el 0.44% eran amerindios, el 0.48% eran asiáticos, el 0.04% eran isleños del Pacífico, el 0.52% eran de otras razas y el 0.97% pertenecían a dos o más razas. Del total de la población el 2.03% eran hispanos o latinos de cualquier raza.